# Bessarabië

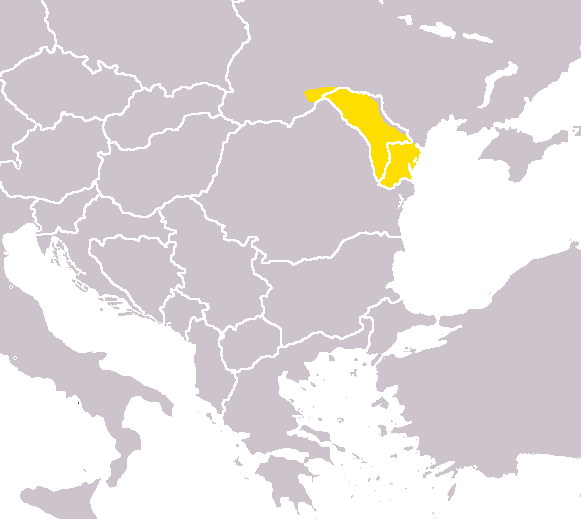
De ligging van Bessarabië in Zuidoost-Europa, met hedendaagse grenzen

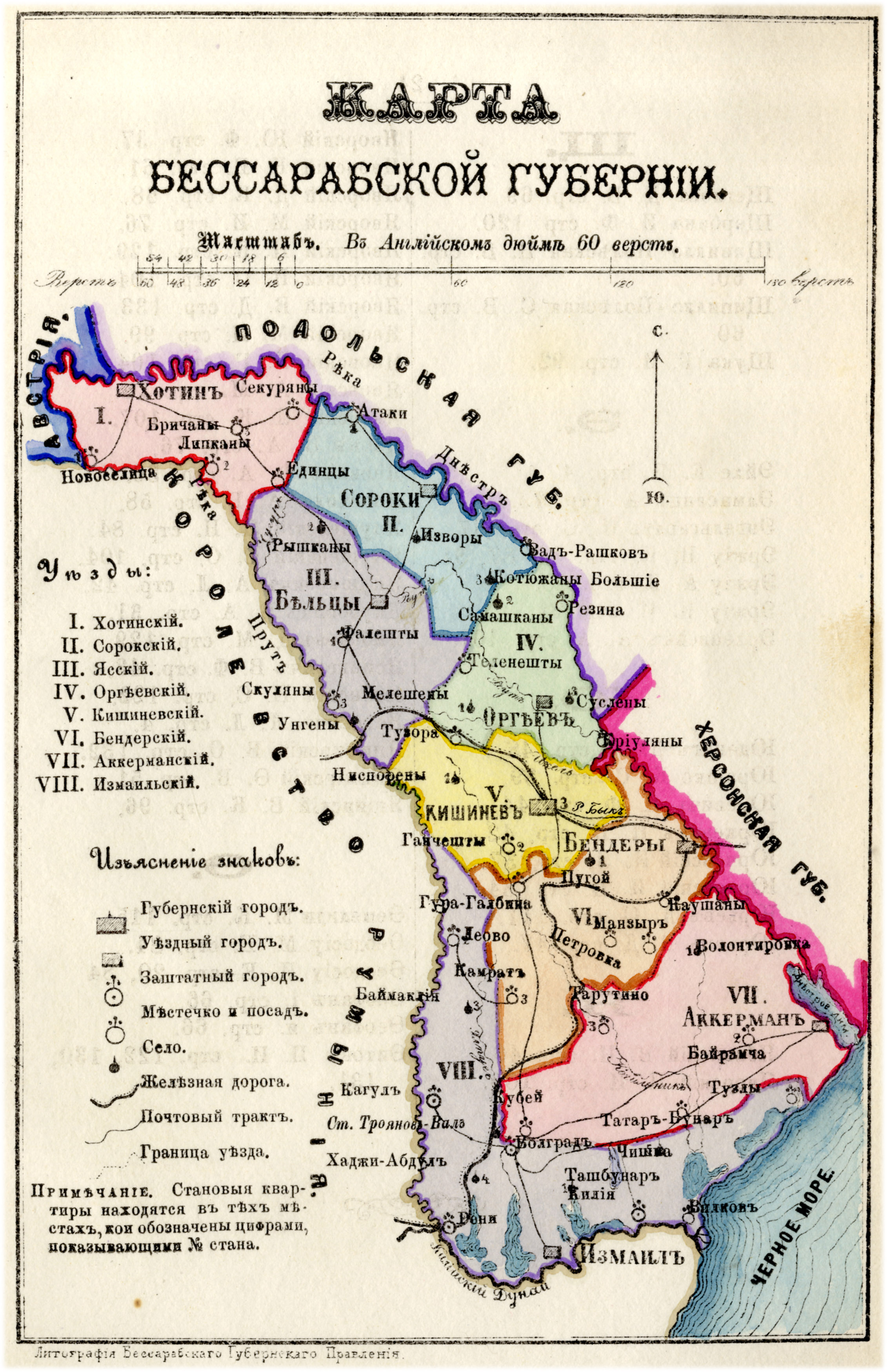
Het Russische gouvernement Bessarabië in 1883

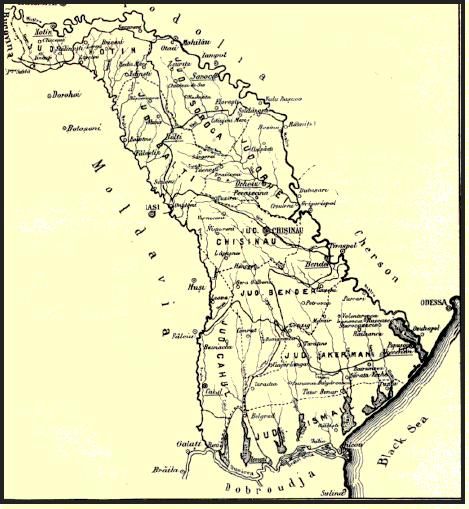
Bessarabië in het interbellum

Bessarabië (Roemeens: Basarabia, Russisch: Бессарабия; Bessarabija, Oekraïens Бесарабія; Besarabija) is een historische regio in Oost-Europa, waarvan het grondgebied wordt gevormd door het grootste deel van het huidige Moldavië (exclusief Transnistrië). De rest behoort tot Oekraïne, namelijk het gebied tussen Moldavië en de Zwarte Zee (de Boedzjak), alsmede de streek rond Chotyn. De grenzen van Bessarabië worden derhalve gevormd door de rivieren de Proet en de Dnjestr, de Donaudelta en de Zwarte Zee. De oppervlakte bedraagt 45.600 km².

## Geschiedenis
Bessarabië is waarschijnlijk genoemd naar de 14e-eeuwse Basarab-dynastie van Walachije. Tot 1812 werd met deze naam alleen het zuidelijkste gedeelte van het latere Bessarabië aangeduid, een gebied dat onder sterke Ottomaanse invloed stond. De kuststreek met de vesting Akkerman (nu Bilhorod-Dnistrovsky) was Turks, de rest behoorde tot het vorstendom Moldavië, dat in de vijftiende eeuw een Turkse vazalstaat werd.
In 1806 veroverde het Keizerrijk Rusland het gebied tussen de Dnjestr en de Proet op Moldavië en het Ottomaanse Rijk: het Keizerrijk Rusland had als opkomende grootmacht in de achttiende eeuw al verschillende eerdere pogingen gedaan dit bruggenhoofd richting Constantinopel te veroveren en de verovering verliep vrijwel parallel aan die van de Boekovina door Oostenrijk. De Russische verovering van 1806 werd in 1812 in de Vrede van Boekarest bekrachtigd. Rusland had hiermee meer dan de helft van het vorstendom Moldavië ingelijfd en noemde het gehele gebied Bessarabië. De hoofdstad was aanvankelijk Tighina en later Chisinau. Er volgde een intensieve russificatiecampagne. De Turkse Nogai-bevolking van de Boedzjak, de steppe aan de Zwarte Zeekust, werd verdreven en in hun plaats kwamen Duitse kolonisten en orthodoxe Bulgaren en Gagaoezen van de Balkan.
Na de Krimoorlog (Vrede van Parijs, 1856) moest Rusland een klein gedeelte van Bessarabië afstaan aan het Roemeense vorstendom Moldavië dat overigens westelijk van grensrivier, de Proet, was gelegen: dit gebied met Izmajil, Cahul en het Gagaoezische centrum Comrat was slechts 5000 km² groot, maar het ontnam Rusland wel de toegang tot de Donau. Twintig jaar later, na de door Rusland gewonnen Russisch-Turkse Oorlog, kwam dit gebied in 1878 bij de Vrede van Berlijn weer terug in Russische handen. In 1871 werd Bessarabië, dat eerder de status van oblast had, een gouvernement. Ten westen van de Proet was het vorstendom Moldavië intussen samen met het vorstendom Walachije het soevereine koninkrijk Roemenië geworden en dat kreeg als compensatie de noordelijke Dobroedzja.
Na de Oktoberrevolutie van 1917 vormde zich in Bessarabië een Landsraad (Sfatul Țării), die op 2 december de onafhankelijkheid uitriep. Op 8 april 1918 volgde aansluiting bij Roemenië, wat op 28 oktober 1920 in Parijs door de westerse mogendheden (maar niet door bolsjewistisch Rusland) werd onderschreven.
Tussen beide wereldoorlogen was geheel Bessarabië een provincie in het nieuwe en vergrote koninkrijk Roemenië. Aanvankelijk had het  autonomie binnen de Roemeense staat, maar na verloop van tijd veranderde dit in een meer algemeen gecentraliseerd beheer. Er werd een zekere Roemenisatiedruk uitgeoefend op de minderheden. Bessarabië maakte een economische groei door en kreeg een verbetering van de infrastructuur. In 1925 werd de algemene Bessarabische tentoonstelling van 1925 gehouden, om de lokale landbouw te verbeteren en nieuwe afzetmarkten voor landbouwproducten te vinden, nu de traditionele markt (Rusland) was weggevallen.
In 1930 had Bessarabië 2,8 miljoen inwoners: 57 % Roemenen (Moldaviërs), 12 % Russen, 11 % Oekraïners, 7 % Joden, 6 % Bulgaren, 3 % Duitsers en 1 % anderen, onder wie Gagaoezen. Behalve de Joden, die in de steden grote minderheden vormden, leefden deze bevolkingsgroepen in afzonderlijke dorpen.
Het Molotov-Ribbentroppact tussen Hitler en Stalin voorzag in 1939 in annexatie van het gebied door de Sovjet-Unie en het vertrek van 85.000 Duitsers naar Duitsland, wat in 1940 allebei inderdaad gebeurde. Het grootste deel van het gebied werd ingedeeld bij de, ten oosten van de Dnjestr al bestaande Moldavische SSR, tegenwoordig de autonome regio Transnistrië. Drie districten werden bij de Oekraïense SSR gevoegd: Izmajil en Akkerman, die in het strategisch belangrijke Boedzjak-gebied aan de Zwarte Zee en bij de Donaumonding lagen, evenals het noordwestelijke district Chotyn.
Na de Duitse inval in de Sovjet-Unie werd van 1941 tot 1944 Bessarabië weer enkele jaren Roemeens als beloning voor de Roemeense militaire steun aan Duitsland. In deze periode werd de Joodse bevolking grotendeels uitgemoord door Roemeense speciale milities.
In 1944 veroverden Sovjet-troepen Bessarabië en vluchtten de Roemeense ambtenaren en milities. De Moldavische SSR werd heropgericht en na het verdwijnen van Duitse boeren en het uitmoorden van de Joden was ruimte geschapen voor Russische en Oekraïense immigranten die met de hier al woonachtige autochtone Russen en Oekraïners weldra tot grote minderheden uitgroeiden en het land tweetalig maakten.
De door Stalin in 1940 vastgestelde en in 1944 herbevestigde grenzen bleven na de onafhankelijkheid van Moldavië en Oekraïne in 1991 van kracht. De naam Bessarabië wordt niet meer gebruikt. Het land heet nu republiek Moldavië en moet met die naam onderscheiden blijven van de gelijknamige Roemeense regio, waaraan het oostelijk grenst.

## Geologie
Het gebied wordt begrensd door de rivier de Dnjestr in het noorden en oosten, de Proet in het westen en de lagere Donau en de Zwarte Zee in het zuiden. Het strekt zich uit over ongeveer 46.000 km². Het gebied is grotendeels heuvelachtig met vlakke steppe. Het is zeer vruchtbaar voor de landbouw en het bezit ook een aantal bruinkoolafzettingen en steengroeven. Mensen die in het gebied leven telen suikerbieten, zonnebloemen, tarwe, maïs, tabak, wijndruiven en fruit. Ook doen zij aan veeteelt, waaronder schapen en runderen. Momenteel is de belangrijkste industrie in de regio de verwerking van landbouwproducten.
Belangrijkste steden van de regio zijn Chisinau, de hoofdstad van Moldavië, Izmail, Bilhorod-Dnistrovsky (historisch genoemd Cetatea alba / Akkerman). Andere steden van administratief of historisch belang zijn: Chotyn (nu behorend tot Oekraïne), Lipcani, Briceni, Soroca, Bălţi, Orhei, Ungheni, Bender/Tighina, Cahul, Reni en Kilia.